# Rútshellir

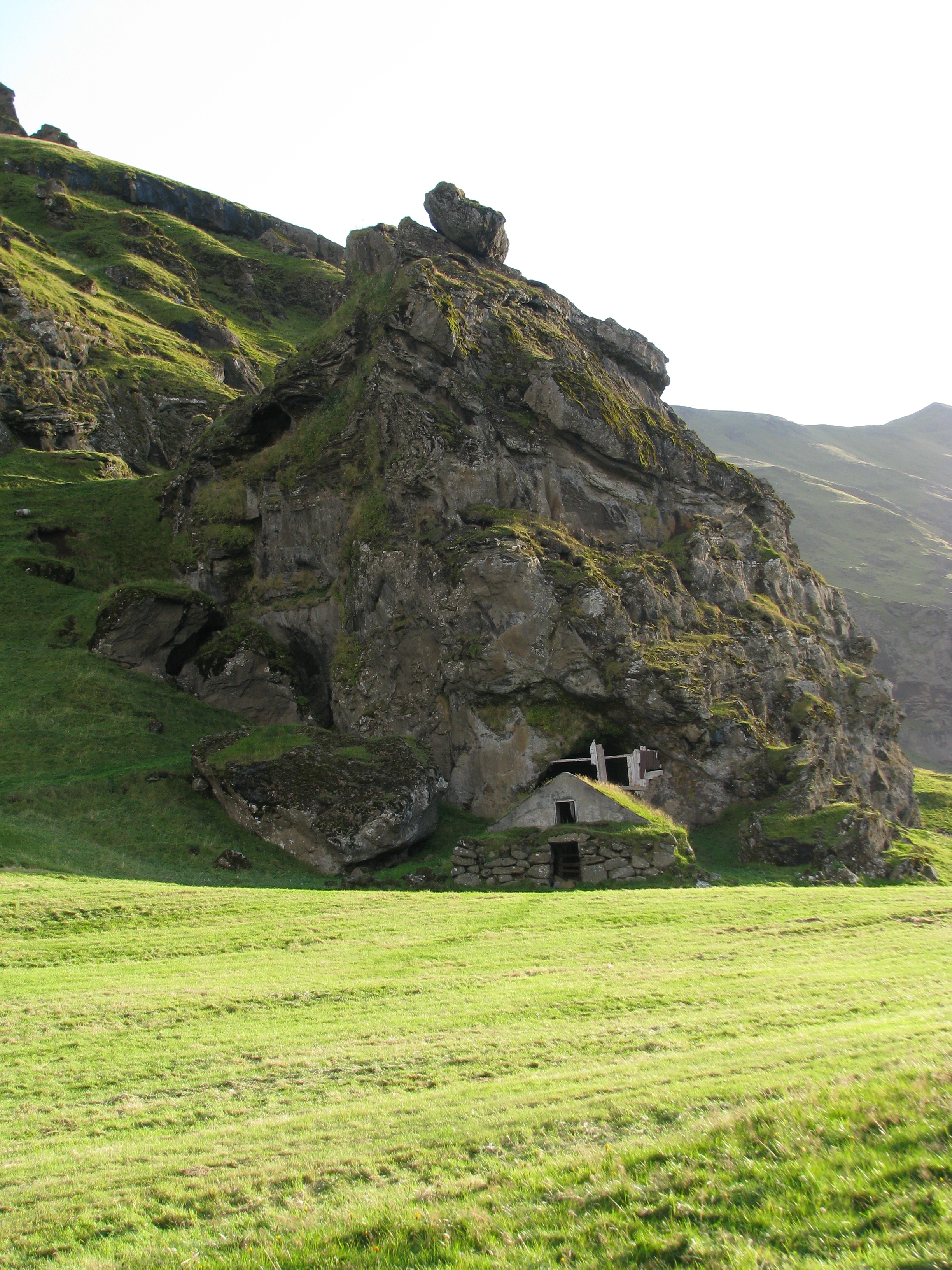
Rútshellir.

Rútshellir is een grot in het zuiden van IJsland. Even ten westen van de Skógafoss ligt de grot vlak aan de ringweg van IJsland en is makkelijk te bereiken. De grot is waarschijnlijk een van de oudste die (deels) door mensen op IJsland gemaakt is en in de buurt liggen meerdere grotten, zoals de Steinahellir. Rútshellir is eeuwenlang als woning gebruikt en ook zijn er restanten van een smederij aangetroffen. De grot is ongeveer 20 meter lang, maximaal 5 meter breed en 2,5 meter hoog. Achter in deze ruimte ligt, min of meer haaks erop, een kleinere ruimte met een opening naar buiten. Het is toegestaan de grot te betreden, mits men geen schade aanricht of rommel maakt en alle toegangshekken sluit.
Rútshellir betekent Rúturs grot. Volgens een legende was er in IJsland ooit een man genaamd Rútur, die in Rútshellir woonde. Drie van zijn slaven, Sebbi, Högni en Guðni, probeerden hem met een speer te vermoorden, maar dat plan mislukte. Hij achtervolgde de slaven en doodde ze alle drie. De plaats waar Guðni het leven liet heet nu Guðnasteinn (Guðni's Rots).